# Grímur Kamban

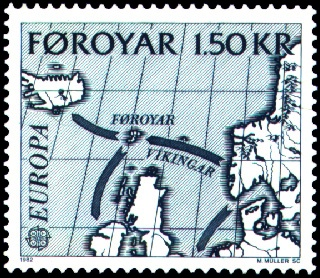
Diese Briefmarke des Postverk Føroya illustriert die nordische Landnahme im Westen. Allerdings ist der Pfeil von den Färöern nach den Britischen Inseln etwas irreführend, weil Männer wie Grímur Kamban sehr wahrscheinlich von dort kamen.

Grímur Kamban [ˈgɹʊiːmʊɹ ˈkamban] (altnordisch: Grímr, in der späteren Literatur auch Grim) lebte im 9. Jahrhundert und gilt als der erste nordische Siedler zur Wikingerzeit auf den Färöern.
Der Färingersaga zufolge soll sich Grímur Kamban im heutigen Funningur auf der Insel Eysturoy niedergelassen haben. Heute wird davon ausgegangen, dass dies um das Jahr 825 geschah und nicht unter der Herrschaft Harald Schönhaars, wie die Saga berichtet.
Über Grímur Kamban ist außer seinem Namen nichts weiter bekannt. Forscher vermuten, dass der Name Kamban auf eine Herkunft aus Irland, den Hebriden oder der Isle of Man hindeutet, wo damals Wikinger siedelten. Es könnte aber auch sein, dass er einer der ersten Christen aus Norwegen war, die von irischen Mönchen missioniert wurden.
Kambans Enkel Þórólfur (Tórolvur) erhielt den Beinamen smør (= Butter), weil er der damaligen These von Flóki Vilgerðarson widersprach, dass Island nur aus Eis bestehen würde (daher der Name), vielmehr soll dort von jedem Grashalm Butter tropfen.